# أمورتاغ (مدينة)

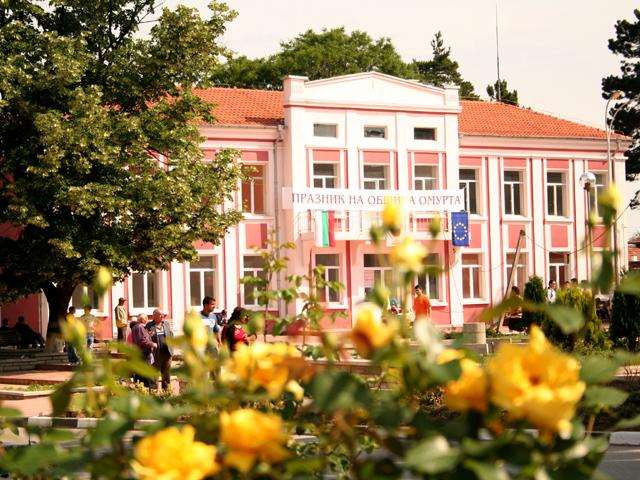
دار بلدية أمورتاغ.

أمورتاغ (بلغارية: Омуртаг) سميت بالماضي بالاسم أمورتاغ خان (بلغاري : Омуртаг хан، إنجليزي : Omurtag Khan) نسبة إلى أحد قدماء حكام بلغاريا خان امورتاغ.
أمورتاغ هي إحدى المدن الرئيسة في محافظة تارغوقيشته وعلى مقربة من المركز الإداري للمحافظة مدينة تارغوفيشته. هي المدينة الثالثة في المحافظة من حيث الحجم وهي أيضاً المركز الإداري المحلي لمنطقة أمورتاغ.

## تاريخ
إن الموقع الفريد لمدينة امورتاغ أسهم في تواجد الإنسان في هذه المنطقة منذ ما يزيد عن 6000 عام قبل الميلاد. أول من يعتقد أنهم سكنوا المنطقة كانوا من العصر الحجري المتقدم ومع تطور الحضارة على الأرض البلغارية استمرت نواحي مدينة أمورتاغ باستقطاب المستوطنين فشكلت أمورتاغ في عهد الإمبراطور البيزنطي يوستينيان جزءا من نظام حماية الإمبراطورية. في القرون الوسطى تطورت ناحية أمورتاغ كعقدة اتصال هامة لقربها من عواصم بلغاريا التاريخية بليسكا (Плиска) وبريسلاف (Преслав) وبالقرب من الممرات المنخفظة لجبال ستارا بلانينا المسماة كوتلينسكي (Котленски) وفيربيشكي (Върбишки)
أول نصوص مكتوبة دالة على مدينة أمورتاغ المعاصرة تعود للقرن السابع عشر وفي عهد العثمانيين حيث أشارت السجلات الضريبية إليه بالاسم عثمان بازار وكمركز للمقاطعة. من الناحية الاقتصادية تشكلت المدينة كمركز للإنتاج الحرفي والتبادل التجاري.
حرقت المدينة إبان الحرب التركية الروسية إلا أنها نالت استقلالها من الحكم التركي بتاريخ 27 يناير 1878 م بفضل فرقة المشاة الحادية عشرة بقيادة الجنرال إرنروت.
أدى الاستقلال إلى تغير واسع في التركيبة السكانية، فلقد هاجر من المدينة قاطنوها من الأصل التركي وأحل فيها البلغار من نواحي مدن ترن وكيوستنديل. حصلت المدينة على اسمها المعاصر في العام 1934

## ديانات
يقطن أمورتاغ المعاصرة مزيج متجانس من المسلمين والمسيحين وتكثر فيها المساجد والكنائس.

## أعلام
- ألكسندر بنايوتوف الكسندروف